# Éric Defosse
Éric Defosse est un acteur français.

## Filmographie

### Cinéma
- 1994 : Mina Tannenbaum : Serge
- 1998 : Une chance sur deux : Carella
- 1999 : L'Île au bout du monde
- 2001 : Les Fantômes de Louba : Charlie
- 2001 : Mon père, il m'a sauvé la vie : Manouche
- 2001 : Fils de zup : Pierre
- 2004 : Et dans le ciel, un papillon
- 2004 : People
- 2004 : Un long dimanche de fiançailles : un brancardier
- 2004 : 36 quai des Orfèvres : Rolf Winterstein
- 2005 : Le Cassier
- 2008 : Coluche : L'Histoire d'un mec : Maurice Tadjman
- 2010 : Le Mac : Franky
- 2014 : L'Usine, l'autre nuit : Franck
- 2021 : Jours sauvages de David Lanzmann : Jacques
- 2023 : Flo de Géraldine Danon : Médecin Brest

### Télévision
- 1994 : Les Cinq Dernières Minutes : Juan (1 épisode)
- 1996 : Le Tuteur : Thomas
- 1997 : Inca de Oro : Bernardo
- 2000 : Piège en haute sphère : Antoine
- 2002 : Fabio Montale : Loubet (3 épisodes)
- 2003 : Nestor Burma : Sergio Canetti (1 épisode)
- 2003 : Anomalies passagères : Chico
- 2003 : Commissaire Moulin : Léo Giuliani (1 épisode)
- 2003-2004 : Frank Riva : Jimmy Esperanza (4 épisodes)
- 2004 : Juliette Lesage, médecine pour tous : Thierry Gego (1 épisode)
- 2004 : Léa Parker (1 épisode)
- 2005 : Commissaire Valence : Jean-Pierre Lefranc (1 épisode)
- 2006 : Ange de feu : Lieutenant Ronsard
- 2006 : Alex Santana, négociateur : Éric (1 épisode)
- 2006 : Femmes de loi : Jean-Pierre Bordier (1 épisode)
- 2007 : Brigade Navarro : Monestier (1 épisode)
- 2007 : Sécurité intérieure : le lieutenant David Gatterias
- 2009 : La vie est à nous : George (3 épisodes)
- 2009 : Suite noire : Olivier (1 épisode)
- 2012 : Victoire Bonnot : Philippe Delmas (1 épisode)
- 2018 - 2019 : Plus belle la vie : Paul Simonian
- 2019 : Munch, saison 3 épisode 2 : L'avocat de Sonia Bredin